# Піхієнко Ольга Олександрівна
Ольга Олександрівна Піхієнко (рос. Ольга Александровна Пихиенко) — артистка цирку (гімнастка, конторсіоністка).

## Біографія
Ольга Піхієнко почала займатися художньою гімнастикою з п'ятирічного віку. В одинадцять років дівчина почала працювати разом з батьком у Московському цирку Нікуліна на Цвітному бульварі. У 1993 році вони отримали срібну медаль на фестивалі у Пекіні. Нові номери за участі Піхієнко мали великий успіх у всьому світі. Також Ольга бере участь у кінематографічних пректах. Була учасницею «Quidam» — шоу Цирку дю Солей.

## Нагороди
- 1992: Лауреат (золота медаль) міжнародного фестивалю-конкурсу для дітей «Цирк майбутнього» (Festival Mondial du Cirque de Demain) в дуеті з батьком (О. Піхієнко)[2][1].